# 邱小妹事件
邱小妹事件是一起發生於2005年1月10日，因為醫療制度失衡以及台北市政府災難應變指揮中心的指揮調度失當與家暴案件，最終導致一條幼小的生命就此葬送之事件。
該案的發生，凸顯出當時台灣醫療體系間轉診制度之問題；另外也有人開始反省台灣醫師的醫學倫理是否出了問題。該案最終使衛生署重新統整台灣的急診救護醫療體系，訂立了所謂的「邱小妹條款」，將台灣6大醫療區域的醫療院所分三級，明定院內資源調度、院外轉診的制度規範，藉此來避免「醫療人球」事件的再次發生。

## 事件發生

### 發生背景
邱小妹的父親，邱光仁，平時並無固定收入，且具有酗酒的習慣。邱小妹的母親因為懷了邱小妹，因此和邱光仁結婚。婚後邱光仁仍無正常工作，皆靠著打零工來維持一家三口的生計。儘管如此，其酗酒之惡習依然存在，且經常於酒後對妻小施暴。

### 發生過程
2005年1月9日晚間6點左右，邱光仁帶著女兒至友人處飲酒，迄至晚間10點離去，便與邱小妹搭公車至國父紀念館，應邱小妹之要求，帶著邱小妹至對面的麥當勞玩樂直至晚間11點，便準備帶著邱小妹搭公車返家。兩人步行至國父紀念館附近之7-11統一便利商店時，邱光仁又於該處與人喝酒聊天，當時由於邱小妹已有睡意，於是邱光仁便抱著邱小妹繼續飲酒。
邱光仁飲酒完畢後，便準備要離去，約莫1月10日凌晨1時20分，因為感到手痠，便將年僅4歲的邱小妹放下要他自行走路，然而邱小妹因為睡意正濃，因此而有所哭鬧。邱光仁因不耐邱小妹之吵鬧，因此便甩了邱小妹幾個耳光，又抓著邱小妹的頭髮予以毆擊，直至當時便利商店之店員聽到玻璃撞擊聲，出來查看後，發現事態不尋常，便報警處理。

## 醫療過程
救護車於凌晨1時55分時趕至，並將邱小妹送至聯合醫院仁愛院區的急診室，隨即由當日的值班護士進行傷檢分類後，判斷應分類為第一級應優先處理之病患，由當時之急診科醫師加以診治，其判斷邱小妹受有腦傷，昏迷指數為7分（滿分為15分，最低3分），隨即對之施行高級外傷救命術。待邱小妹生命徵象穩定後，便立即安排電腦斷層掃描檢查，並於凌晨2時5分聯繫該院區神經外科當日第一線值ON CALL班（即後續待命班，不須強制留置院區）之林致男醫師要求會診。
林致男醫師鑑於醫院並沒有多餘病床，邱小妹於腦部緊急手術後無法進行術後監看與照護，因此不需親自至仁愛院區急診室對邱小妹加以診治，亦不需到仁愛院區以電腦PACS系統觀看邱小妹的電腦斷層掃描影像，直接建議邱小妹轉院。
於是，台北市災難應變指揮中心便開始協助邱小妹轉院，然而經連絡後，發現當日台北地區並無多餘的神經外科加護病床可以收治邱小妹。凌晨4時5分，當日於急診室醫治邱小妹之醫師便告知林致男上述情事，並詢問林致男可否在仁愛院區急診室加設加護病房，讓邱小妹在仁愛院區進行緊急手術。但林致男仍以仁愛院區術後照顧設備不足，建議邱小妹轉院，並於凌晨4時14分打電話和仁愛院區神經外科主治醫師劉奇樺討論應如何處置，仍決定將邱小妹轉院。
仁愛院區值班護士於是便聯絡台北地區及桃竹苗地區各醫院是否有可能收容邱小妹，然而各院均表示無法收容，護士於詢問無果後，思及臺中縣梧棲鎮之童綜合醫院硬體設備良好，便於4時23分聯絡該院，該院表示有神經外科加護病房，遂由急診室醫師決定將邱小妹轉至童綜合醫院，並於凌晨5時15分備妥加護型救護車，將邱小妹轉診，並於7時25分送至童綜合醫院。
於童綜合醫院醫療期間，雖經該院相關科別所組成之醫療團隊傾全力治療，然而邱小妹腦幹功能逐漸喪失，經醫師分別於1月23日10時20許、14時5時許完成腦死判定程序，邱小妹最終因腦部遭鈍挫傷致急性硬腦膜外腔出血，最後因中樞神經性休克而死亡。最後在家屬的同意下，邱小妹的肝臟和腎臟捐献給其他有需要的人。

## 法院判決
就邱小妹父親，邱光仁的部分，其後經台北地檢署以「臺灣臺北地方法院檢察署94年度偵字第1308號」起訴書予以起訴，並經台北地方法院94年度少連重訴字第1號判決以傷害致人於死罪判處有期徒刑12年，其後並經臺灣高等法院94年度上訴字第2398號判決、最高法院95年度台上字219號判決駁回上訴後確定。
爆發震驚社會的「邱小妹醫療人球事件」，邱姓父親被依傷害致死罪判刑12年，2013年假釋出獄後，又對女密友的11歲女兒2度性侵害，台北地院一審認為他犯行惡劣，依2個加重強制性交罪，各判他8年有期徒刑，合併執行14年徒刑。上訴後邱男全部認罪，高院認為，邱男造成女童身心損害已達不可回復性，將2罪斟酌減刑改判各7年8月，改判合併執行10年定讞。
至於就林致男和劉奇樺兩位醫師的部分，由於兩人於當時輿論壓力下，院方進行內部調查時為了卸責，捏造了當天的檢查狀況以及診斷過程、偽造病歷，因此台北地方法院於94年度醫訴字第5號判決中判處二人共同犯業務登載不實文書罪，各處有期徒刑4個月，得易科罰金。而就業務過失致死罪的部分，則因為罪證不足，故判處二人無罪。

## 事後處置與輿論批評
當時该事件遭媒體揭露時，台湾輿論一片譁然。首先，兩位醫生被批評缺少「醫德」，其在值班時間内擅離職守，未親自對病人加以診斷就決定轉院，致使病人错过了急救的最佳时机。不過如果追查實際情況，醫生是做出正確診斷，錯誤的是制度及資源不足，輿論不就整體醫療制度及資源不足加以改善，只會對醫師做出錯誤的要求，無助於提升整體醫療品質。事後，台北市醫師懲戒委員會曾開會討論懲處办法，聯合醫院仁愛院區神經外科主治醫師劉奇樺被停業三個月，總醫師林致男被停業六個月，二人均需接受20小時的醫學倫理教育。
另外一個受到关注的焦点是，作为台湾醫療資源最豐富的大台北地區，竟發生了腦神經外科病房遍尋無著的現象，且經台北區醫療網緊急應變中心調度未果，致使重伤病人遭到四處轉送，最后在150公里外的中部濱海醫院才得以就診开刀。时任台北市議員的李文英以仁愛院區1月10日的患者登記簿为据，指出院方有多个急診的床位可以緊急調動。另外，李文英、藍世聰亦对市府方面的调度提出了质疑，指出市府亦可在同樣為市立醫院如聯合醫院其他院區或萬芳醫院等为邱小妹提供安置。